# Philosophisch-Theologische Hochschule Münster
Die Philosophisch-Theologische Hochschule (PTH) ist eine von acht Hochschulen in der westfälischen Stadt Münster und steht unter der Trägerschaft der Deutschen Kapuzinerprovinz. Ihr Alleinstellungsmerkmal ist der Schwerpunkt Theologie der Spiritualität. Mit sieben Studenten (im Wintersemester 2021/22) zählt sie zu den kleineren Hochschulen in Deutschland.

## Geschichte

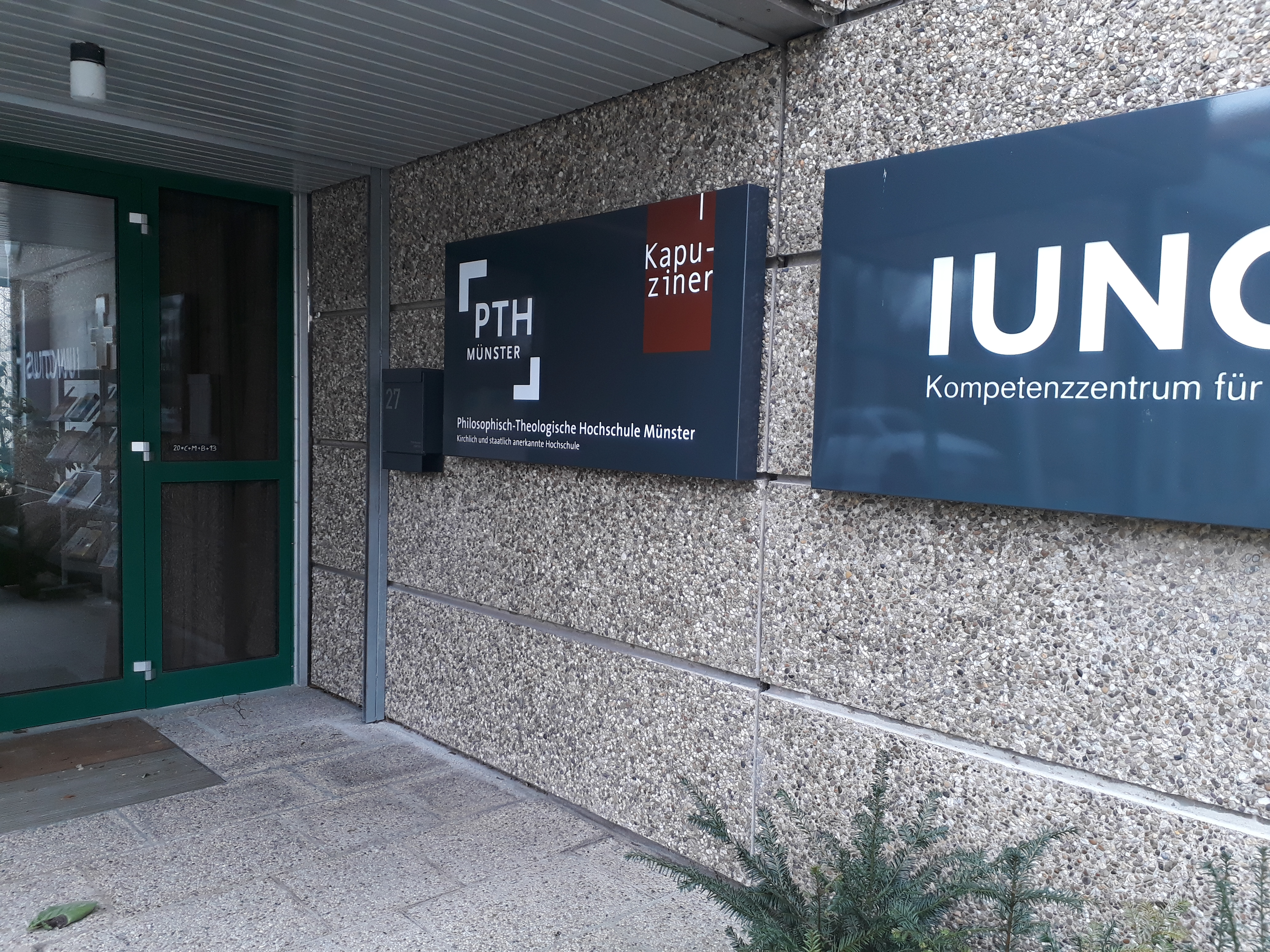
Die PTH Münster an ihrem neuen Standort

Die Hochschule ist seit 1998 die Nachfolgerin der am 19. Oktober 1971 gegründeten Philosophisch-Theologischen Hochschule der Franziskaner und Kapuziner Münster. Diese war anfangs das gemeinsame Studium der deutschen Franziskanerprovinzen, der Wiener und Schweizer Franziskanerprovinz sowie der Rheinisch-Westfälischen Kapuzinerprovinz zur wissenschaftlichen Ausbildung des Ordensnachwuchses, die sich dann auch für Studierende öffnete, die nicht einem der Orden angehörten. Am 2. November 1983 erhielt sie von der römischen Kongregation für das Katholische Bildungswesen das Recht, den Diplomstudiengang Katholische Theologie einzuführen und den Titel „Diplom-Theologe“ zu verleihen; ihre staatliche Anerkennung erfolgte durch das Ministerium für Wissenschaft und Forschung des Landes Nordrhein-Westfalen am 21. September 1983. Nach dem Ausstieg der Franziskaner im Jahr 1998 verblieb die PTH in alleiniger Trägerschaft der Rheinisch-Westfälischen Kapuzinerprovinz, seit 2011 der Deutschen Kapuzinerprovinz. Seit April 2016 ist der PTH das Institut IUNCTUS – Kompetenzzentrum für christliche Spiritualität angegliedert, das aus der Zusammenlegung des 1978 Instituts für Spiritualität, das 1978 gegründet und der Hochschule angegliedert worden war, mit dem Institut für Kirche, Management und Spiritualität hervorgegangen ist. 
Standort der Hochschule war von 2004 bis zum 1. Februar 2020 die Harenbergsche Villa des ehemaligen jüdischen Getreidehändlers Max Cohnen aus den 1920er-Jahren am Hohenzollernring. Aufgrund der Konzentration und Umstrukturierung der akademischen Aktivitäten der Hochschule zu einem Graduiertenkolleg für Theologie der Spiritualität fällte die Hochschulleitung gemeinsam mit dem Träger, der Deutschen Kapuzinerprovinz, den Entschluss, den Betrieb der PTH vom Hohenzollernring in die Kapuzinerstraße in die direkte Nachbarschaft des Kapuzinerklosters  zu verlagern.

## Studiengänge
Die PTH als Graduiertenkolleg für Theologie der Spiritualität bietet für bereits graduierte Theologen ein qualifiziertes akademisches Weiterbildungsangebot im Bereich der Theologie der Spiritualität an. Alle Angebote des Kollegs reflektieren auf theologischer Ebene geistliche Traditionen, spirituelle Erfahrungen, Prozesse und geistliche Praxis in einer postsäkularen Welt. Im Sinne einer theologisch begründeten Unterscheidung der Geister ermöglicht das Studium am Graduiertenkolleg eine Differenzierung von Glaubenshaltungen.
Für graduierte Theologen mit kirchlichem Abschluss, Diplom oder Magister Theologiae bietet die PTH einen Graduiertenkurs als viersemestriges (zweijähriges) Studium an, das zum Abschluss des Lizenziats in Katholischer Theologie führt. Bei diesem Abschluss handelt es sich um eine weltkirchlich anerkannte Lehrbefugnis in Theologie und Spiritualität an Ordenshochschulen, Priesterseminaren, kirchlichen Bildungshäusern und Einrichtungen der Erwachsenenbildung. Der Graduiertenkurs beschäftigt sich nicht allein mit dem christlichen Glauben und seiner mystischen Tradition, sondern tritt auch in Dialog mit anderen Religionen und spirituellen Wegen. Die Absolventen des Kurses sind zur Lehre und theoretischen Auseinandersetzung mit der Theologie der Spiritualität befähigt. 
Optional können einzelne thematische Module des Studiengangs individuell ausgewählt und mit diversen Zertifikaten abgeschlossen werden. Voraussetzung hierfür sind Kenntnisse in Theologie auf Bachelor-Niveau oder das Staatsexamen.
Über den Graduiertenkurs hinaus über eine Kooperation mit der Päpstlichen Universität Antonianum der Abschluss eines Doktors der Theologie im Fach Theologie der Spiritualität erlangt werden.

## Institute der PTH
- Das Pastoralseminar ist ein Institut der Priesterausbildung. Hier können Ordenspriester ihre pastorale Ausbildung absolvieren und mit der Dienstprüfung abschließen.[7]
- IUNCTUS – Das Kompetenzzentrum für Christliche Spiritualität setzt sich in Lehre und Forschung grundlegend und anwendungsorientiert mit Fragen der Theologie und Spiritualität auseinander, auch im Austausch mit anderen Wissenschaften (z. B. Psychologie, Managementlehre). Neben der Forschung steht die Vermittlung von Inhalten und die Reflexion des persönlichen Wertegerüsts in unterschiedlichen Lebensbereichen im Mittelpunkt. Das Zentrum bietet Fort- und Weiterbildungsprogramme, Beratung sowie Coaching für Einzelpersonen und Organisationen an. Es hat sechs Fachbereiche:
  - Franziskanisch-mendikantische Spiritualität
  - Geschichte und Theologie der Spiritualität
  - Business und Leadership
  - Spiritualität und Ökologie
  - Zeitdiagnostik in säkularer Gesellschaft
  - Spiritualität und Gesundheit
- Das 2008 gegründete Institut für Theologische Zoologie besitzt seit 2009 den Status eines An-Institutes an der Hochschule. Es setzt sich zum Ziel, das Verhältnis des Menschen zum Tier als Vollzug einer schöpfungsgemäßen Spiritualität zu erarbeiten.[8]